# Artik & Asti
«Artik & Asti» («Артік і Асті») — український поп-гурт, заснований у 2010 році продюсером і виконавцем Артемом Умрихіним (псевдонім Artik). Гурт складається з двох артистів: Artik (Артем) і Seville (Севіль Валієва).

## Історія
У 2010 році продюсер Артем Умрихін задумав створити новий музичний проєкт, але для цього йому потрібна була вокалістка. В інтернеті він натрапив на запис виконавиці Анни Дзюби і запропонував їй співпрацю. У музичній студії в Києві вони записали свою першу спільну композицію.
Першою піснею Artik & Asti стала композиція «Антистрес». Друга пісня «Моя последняя надежда»  потрапила в радіоротацію і принесла колективу популярність. Кліп на цю пісню за кілька місяців набрав на Youtube близько 1,5 мільйонів переглядів . Група багато виступала з гастролями в Росії і в Європі .
2013 року вийшов їх дебютний альбом #РайОдинНаДвоих.
В лютому 2015 року відбулася презентація їхнього другого альбому Здесь и сейчас, до складу якого увійшли 12 пісень. За даними Яндекс.Музики і Яндекс.Радіо, даний альбом став у 2015 році одним з найпопулярніших в Росії  .
У лютому 2016 року група презентувала кліп на пісню «Тебе всё можно» . Режисер Ріна Касюра вирішила зняти відеокліп у дусі фільму «50 відтінків сірого». Головні ролі в кліпі виконали актриса Агнія Дітковскіте і артист балету Айхан Шинжин.
8 липня 2016 року в iTunes відбувся реліз синглу «Я твоя» (1-ий сингл з нового альбому). Рівно через місяць, 8 серпня цього ж року, дует представив лірик-відео, яке на цей час зібрало понад 1,5 млн переглядів, а прем'єра офіційного відеокліпу на цю композицію відбулася 19 вересня цього ж року.
2 березня 2017 року в офіційній групі ВКонтакте, повідомили дату і назву третього студійного альбому. Лонгплей отримав назву Номер 1, а був  21 квітня 2017 року.
16 березня 2017 року Artik & Asti представили свій трек з нового альбому під назвою «Неделимы» (укр. Неподільні).
6 листопада артист російського лейблу «Black Star Inc.» Міша Марвін випустив свій другий мініальбом «Чувствуй», в ньому група брала участь у записі спільного треку «Вдвоем».
У листопаді 2021 року гурт покинула Анна Дзюба .
21 січня 2022 року гурт представив нову пісню «Гармонія» а також солістку нею стала Севіль Валієва.

## Склад групи

### Artik
Артем Ігорьович Умрихін (Artik) народився 9 грудня 1985 року в місті Запоріжжі. У віці 11 років захопився хіп-хопом. Свої перші записи він зробив в 1997 році. Виступав у місцевих клубах. У 2003 році він заснував групу «Карати» і переїхав до Києва. Його група одразу стала популярною. Пізніше Artik співпрацював з багатьма відомими виконавцями, серед яких Юлія Савічева, Анна Сєдокова, Dj Smash, Іван Дорн.

### Asti
Анна Дзюба (Asti) народилася 24 червня 1990 року, виросла в місті Черкаси. З дитинства захоплювалася музикою. У підлітковому віці записала свої перші пісні.

## Дискографія

### Студійні альбоми
| * Трек-лист     | * Трек-лист             | * Трек-лист |
| #               | Назва                   | Тривалість  |
| --------------- | ----------------------- | ----------- |
| 1.              | «Антистресс»            | 2:52        |
| 2.              | «Облака»                | 3:38        |
| 3.              | «Сладкий сон»           | 3:19        |
| 4.              | «Больше, чем любовь»    | 2:54        |
| 5.              | «Очень-очень»           | 3:00        |
| 6.              | «До утра»               | 3:30        |
| 7.              | «На край земли»         | 3:17        |
| 8.              | «Атом» (feat. DJ Smash) | 3:47        |
| 9.              | «Один на миллион»       | 2:58        |
| 10.             | «Осколки»               | 4:29        |
| 11.             | «Держи меня крепче»     | 3:29        |
| 12.             | «Моя последняя надежда» | 3:15        |
| Загальна: 37:88 |                         |             |

| * Трек-лист     | * Трек-лист                                    | * Трек-лист |
| #               | Назва                                          | Тривалість  |
| --------------- | ---------------------------------------------- | ----------- |
| 1.              | «Здесь и сейчас»                               | 3:09        |
| 2.              | «Поцелуи»                                      | 4:09        |
| 3.              | «Половина»                                     | 3:07        |
| 4.              | «Необыкновенная»                               | 3:22        |
| 5.              | «Никому не отдам»                              | 3:36        |
| 6.              | «Небо над Москвой» (feat. DJ LOYZA)            | 2:59        |
| 7.              | «Сто причин»                                   | 3:53        |
| 8.              | «Зима»                                         | 3:21        |
| 9.              | «Тебе всё можно»                               | 4:03        |
| 10.             | «Помню»                                        | 3:35        |
| 11.             | «Так было»                                     | 3:24        |
| 12.             | «Кто я тебе?»                                  | 3:08        |
| 13.             | «Половина» (DICAPRI Remix)                     | 5:04        |
| 14.             | «Никому не отдам» (DJ Vincent & DJ Diaz Remix) | 5:22        |
| 15.             | «Тебе всё можно» (Radio Edit)                  | 4:06        |
| 16.             | «Кто я тебе?!» (Diggo & Dizza Remix)           | 5:23        |
| 17.             | «Кто я тебе?!» (Santi & Rebets Radio Edit)     | 2:54        |
| 18.             | «Кто я тебе?!» (Tobie Bryant Remix)            | 5:07        |
| 19.             | «Кто я тебе?!» (Original Voice)                | 3:08        |
| 20.             | «Тебе всё можно» (XDMX Remix)                  | 4:41        |
| Загальна: 34:65 |                                                |             |

| * Трек-лист     | * Трек-лист                  | * Трек-лист |
| #               | Назва                        | Тривалість  |
| --------------- | ---------------------------- | ----------- |
| 1.              | «Номер 1»                    | 2:58        |
| 2.              | «Таких не бывает»            | 3:00        |
| 3.              | «До последнего вздоха»       | 3:13        |
| 4.              | «Я твоя»                     | 3:28        |
| 5.              | «Тебе одному»                | 3:52        |
| 6.              | «Неделимы»                   | 3:26        |
| 7.              | «Любовь никогда не умрёт»    | 4:04        |
| 8.              | «Мы будем вместе»            | 3:06        |
| 9.              | «Ангел»                      | 3:47        |
| 10.             | «От тебя»                    | 3:08        |
| 11.             | «Когда ты со мной»           | 3:27        |
| 12.             | «Зачем я тебе?!»             | 3:27        |
| 13.             | «Lips On Mine» (Bonus Track) | 3:42        |
| Загальна: 42:38 |                              |             |

### Міні-альбоми
| * Трек-лист     | * Трек-лист                         | * Трек-лист |
| #               | Назва                               | Тривалість  |
| --------------- | ----------------------------------- | ----------- |
| 1.              | «Забудешь»                          | 3:30        |
| 2.              | «Грустный дэнс» (feat. Артем Качер) | 3:37        |
| 3.              | «Под гипнозом»                      | 3:28        |
| 4.              | «По проспектам»                     | 3:33        |
| 5.              | «Привет»                            | 3:24        |
| 6.              | «Роза»                              | 3:26        |
| 7.              | «Мне не нужны»                      | 3:50        |
| Загальна: 23:28 |                                     |             |

| Трек-лист | Трек-лист           | Трек-лист  |
| #         | Назва               | Тривалість |
| --------- | ------------------- | ---------- |
| 1.        | «Последний поцелуй» |            |
| 2.        | «Всё мимо»          |            |
| 3.        | «Чувства»           |            |
| 4.        | «Девочка танцуй»    |            |
| 5.        | «Обесточено»        |            |
| 6.        | «Крылья»            |            |
| 7.        | «Незаменимы»        |            |

| Трек-лист | Трек-лист   | Трек-лист  |
| #         | Назва       | Тривалість |
| --------- | ----------- | ---------- |
| 1.        | «Истеричка» | 3:42       |
| 2.        | «Бла Бла»   | 3:37       |
| 3.        | «Лампочки»  | 3:16       |
| 4.        | «Миллениум» | 3:11       |

### Офіційні сингли
| Рік  | Сингл                               | Альбом          |
| ---- | ----------------------------------- | --------------- |
| 2011 | «Моя последняя надежда»             | #РайОдинНаДвоих |
| 2012 | «Ты не забудешь»                    | #РайОдинНаДвоих |
| 2012 | «Облака»                            | #РайОдинНаДвоих |
| 2013 | «Сладкий сон»                       | #РайОдинНаДвоих |
| 2013 | «Держи меня крепче»                 | #РайОдинНаДвоих |
| 2013 | «На край земли»                     | #РайОдинНаДвоих |
| 2013 | «Больше, чем любовь»                | #РайОдинНаДвоих |
| 2014 | «Очень-очень»                       | #РайОдинНаДвоих |
| 2014 | «Половина»                          | Здесь и сейчас  |
| 2014 | «Никому не отдам»                   | Здесь и сейчас  |
| 2015 | «Кто я тебе?»                       | Здесь и сейчас  |
| 2015 | «Тебе всё можно»                    | Здесь и сейчас  |
| 2016 | «Я твоя»                            | Номер 1         |
| 2017 | «Неделимы»                          | Номер 1         |
| 2017 | «Номер 1»                           | Номер 1         |
| 2018 | «Зачем я тебе?!»                    | Номер 1         |
| 2018 | «Ангел»                             | Номер 1         |
| 2018 | «Невероятно»                        | без альбому     |
| 2019 | «Грустный дэнс» (feat. Артем Качер) | 7 (Part 1)      |
| 2019 | «Под гипнозом»                      | 7 (Part 1)      |
| 2020 | «Девочка танцуй»                    | 7 (Part 2)      |
| 2021 | «Истеричка»                         | Миллениум       |
| 2022 | «Гармония»                          |                 |
| 2023 | «Кукла»                             |                 |

### За участюArtik & Asti
| Рік  | Назва | Альбом                                         |
| ---- | --- | ---------------------------------------------- |
| 2016 | «Меланхолия» (Интонация feat. Artik & Asti)                                                                                         | Не отступай (альбом гр. Интонация)             |
| 2016 | «Не отдам» (Марсель feat. Artik & Asti)                                                                                             | О любви, печали и радости (альбом гр. Марсель) |
| 2017 | «Пахну лишь тобой» (Глюк’oZa feat. Artik & Asti)                                                                                    | без альбому                                    |
| 2018 | «Азербайджан» (EMIN, Алекс Малиновский, Эмиль Кадыров, Глюк’oZa, Александр Панайотов, Тимур Родрігес и Bahh Tee feat. Artik & Asti) | ЖАРА’18                                        |
| 2018 | «Вдвоём» (Міша Марвін feat. Artik & Asti)                                                                                           | Чувствуй — EP (альбом Миши Марвина)            |
| 2019 | «Таких не бывает» (Джиган feat. Artik & Asti)                                                                                       | Край рая (альбом Джигана)                      |
| 2019 | «Моя вина» (ST feat. Artik & Asti)                                                                                                  | Поэт дуэт (альбом ST)                          |
| 2019 | «Полечу за тобою» (Руки Вверх! feat. Artik & Asti)                                                                                  | без альбому                                    |
| 2020 | «Возьми мою руку» (Стас Михайлов feat. Artik & Asti)                                                                                | без альбому                                    |
| 2020 | «Спасибо докторам» (Разные артисты feat. Artik & Asti)                                                                              | без альбому                                    |
| 2020 | «Капелькою» (DJ Loyza & Валерия feat. Artik & Asti)                                                                                 | без альбому                                    |
| 2020 | «Мы в Солярисе» (DJ Leonid Rudenko feat. Artik & Asti)                                                                              | без альбому                                    |
| 2020 | «Не все герои носят плащи» (Разные артисты feat. Artik & Asti)                                                                      | без альбому                                    |
| 2020 | «Москва не верит слезам» (Руки Вверх! feat. Artik & Asti)                                                                           | без альбому                                    |
| 2021 | «Танцуй» (Ханза & QWEEK feat. Artik & Asti)                                                                                         | без альбому                                    |
| 2021 | «Молча» (Артем Качер feat. Artik & Asti)                                                                                            | КАЧЕР (альбом Артема Качера)                   |

## Список нагород і номінацій

### 2014 рік
- Номінанти премії «Russian MusicBox» в номінації «Краща розкрутка».

### 2015 рік
- «Щорічна музична премія» (Росія), перемога у номінації «Кращий Поп-Проект».

- Номінанти премії «Russian MusicBox»(Росія) в номінації «Dance Года» за пісню «Никому не отдам».
- Альбом «Здесь и сейчас» отримав статус тричі платинового релізу в Росії.

### 2016 рік
- Премія «Золотий грамофон»(Росія) за пісню «Тебе всё можно»

- Премія «Top Hit Music Awards»(Росія) перемога в номінації «Радиовзлет».
- Премія «Вища ліга» за пісню «Тебе всё можно».
- Номінанти премії « RU.TV»(Росія) в номінаціях: «Кращий старт» (за пісню «Никому не отдам») і «Краща акторська роль у кліпі» (за кліп «Тебе всё можно»)[18]
- На премії Муз-ТВ (Росія) 2016 група представлена в номінації «Прорив року»[19].

### 2017 рік
- Премія «Золотий грамофон»(Росія) за пісню «Неделимы» і «Не отдам»».
- Премії «Russian MusicBox»(Росія) перемога в номінації «Група року»

- Премія «Вища ліга» за пісню «Неделимы».
- Премія «VK Music Awards»(Росія) за пісню «Неделимы».
- Премія «Insta Awards» (Росія) перемога в номінації «INSTA дует року»
- Альбом «Номер 1» отримав статус платинового.
- Номінанти премії «RU.TV» (Росія) в номінації «Краща група» і «Кращий дует» (feat Марсель).

### 2018 рік
- Номінанти премії «Жара Music Awards» (Росія) в номінації «Альбом року» - «Номер 1», «Дует року» (feat. Глюк'OZA).
- Номінанти премії «Золотий грамофон» (Росія) за пісню «Номер 1».
- Премія «Top Hit Music Awards» (Росія) перемога в номінації «Найкраща пісня» - «Неделимы».
- Номінанти премії «RU.TV» (Росія) в номінації «Найкращий гурт».
- Премія «Муз-ТВ» (Росія) перемога в номінації «Найкращий попгурт».
- Премія «Fashion People Awards» (Росія) перемога в номінації «Гурт року».

### 2019 рік
- Премія «RU.TV» перемога в номінації «Краща група» і номінанти в категорії "Зірка танцполу" за пісню «Навіщо я тобі ?!».
- Премія «Муз-ТВ» перемога в номінації «Краща поп група».
- Премія «Золотий грамофон» за пісню «Сумний денс» (feat. Артем Качер)

### 2020 рік
- Премія «Золотий грамофон» за пісню «Дівчинка танцюй»

### 2021 рік
- Премія «Золотий грамофон» за пісню «Москва не вірить сльозам» (feat. Руки Вверх)
- Премія «Top Hit Music Awards» в номінації «Краща група»